# Liste des arrêts de la Cour européenne des droits de l'homme relatifs aux droits des prisonniers
La Cour européenne des droits de l'homme a rendu plusieurs décisions relatives aux droits des prisonniers, ou plus précisément, à leur capacité d'exercice de l'ensemble des autres droits prévus par la Convention que celui de la liberté.

## Arrêts
| Nom de l'affaire                      | N° de la requête                                                                                            | Date       | Articles violés                       | Description |
| Yankov c. Bulgarie                    | 39084/97 | 2003-12-11 | 3, 10, 13, 5 § 3, 5 § 4, 5 § 5, 6 § 1 | Tout détenu continue de jouir du droit à la liberté d'expression. Il ne peut à ce titre être sanctionné pour tenir des critiques envers l'administration pénitentiaire et la justice dans un manuscrit privé. |
| Tapkan et autres c. Turquie           | 66400/01 | 2007-09-20 | 6 § 1, 10                             | Tout détenu continue de jouir du droit à la liberté d'expression. |
| Mesut Yurtsever et autres c. Turquie, | 14946/08 21030/08 24309/08 24505/08 26964/08 26966/08 27088/08 27090/08 27092/08 38752/08 38778/08 38807/08 | 2015-01-20 | 10                                    | Si un État membre peut interdire la distribution de périodiques en vertu d'une loi, les mesures d'application de cette loi doit être prévisible. Le refus de distribution du périodique en langue turque Azadiya Welat (en) car en langue kurde et difficilement traduisible, sans se référer de manière prévisible à la loi enfreint les droits prévus à l'article 10. |